# Questprobe 1: The Incredible Hulk
Questprobe 1: The Incredible Hulk is een videospel voor de platforms Commodore 64 en Commodore 128. Het spel werd uitgebracht in 1984. 